# 上海薹草
上海薹草（学名：Carex shanghaiensis）为莎草科薹草属的植物。分布于中国大陆的广西、上海等地，生长于海拔300米的地区，一般生于林下和沟旁。上海辰山植物园內種有上海薹草。